# ペッピーキッズクラブ
ペッピーキッズクラブ（Peppy Kids Club）は、イッティージャパン株式会社が経営する２歳半から高校生までの子ども向け民間英会話スクール。2012年時点で、ペッピーキッズクラブは、沖縄を除く全都道府県で1150以上の教室を展開、95,000名の生徒を擁している。2011年2月時点の従業員数は、日本人1627名、外国人421名。ペッピーキッズクラブの講師は、単独で授業を担当するとともに、生徒が教室に到着してから保護者が迎えにくるまで、生徒たちの安全に責任をもつことになっている。
日本人講師は、それぞれが担当教室のマネジャーと管理人業務を兼務している。週１回のレッスンを４週のうち３週担当し、残りの１回を外国人講師が別のカリキュラムで担当する。

## ゼネラルユニオン支部
2012年7月、大阪に事務所をおくゼネラルユニオンがペッピーキッズクラブ支部を結成。ゼネラルユニオンは、全国一般労働組合全国協議会（全労協）の加盟団体であ全国一般労働組合（NUGW）に加盟している。ペッピーキッズクラブ支部は、正式に会社に結成通告を行い、従業員全員が見やすい場所に就業規則を備え付けること、従業員全員を雇用保険に加入させるために会社がどのような方策をとるのか説明すること、講師が出張の際に宿泊費を立て替え、後日払い戻しを受けるより、会社が直接支払うようにすること、を要求している。

会社側は、すぐに弁護士を立ててユニオンに対応、2012年8月6日に団体交渉を行い、会社側は2012年8月17日までに文書でユニオンの要求書に対する回答を提出することとなった。ユニオンは、その後、講師が出張で１〜２泊する必要がある際には、会社側が宿泊費を前払いすることに合意したと発表している。会社側は、これはずっと全国的に会社の方針としてあったが、実施されていなかった地域があったのは、本社と支社の間のコミュニケーション不足によるものだと言っている。ユニオンは、さらに、立替金の精算の際の領収書で社名に些細な間違いがあった場合でも、会社側は講師に払い戻しを行う旨、発表した。